# Stade International Saïd Mohamed Cheikh
Das Stade International Saïd Mohamed Cheikh ist ein Fußballstadion in der komorischen Stadt Mitsamiouli. Der Ort liegt auf der Insel Grande Comore etwa 40 Kilometer nördlich der Bundeshauptstadt Moroni.
Die Anlage wurde ab 2005 auf dem Gelände des alten Stadions von Mitsamiouli errichtet und 2007 eröffnet. Auf dem Kunstrasenplatz werden die meisten Begegnungen der komorischen Fußballnationalmannschaft sowie die Partien der Vereine Apache Club und Coin Nord ausgetragen.